# Gull Dong
Il Gull Dong è una razza canina dell'India e del Pakistan che viene spesso utilizzata nei combattimenti tra cani, nella caccia e nella guardia.
Questa razza è conosciuta con diversi nomi, tra cui Gull Dong dell'Asia meridionale, Dong gabbiano indiano, Dong gabbiano pakistano, Bully Gull Terr, Bulldog indiano e Bulldog pakistano.
Il Gull Dong è il risultato di un incrocio tra un Gull Terrier con un Bully Kutta. Questi iniziarono ad essere allevati nell'India coloniale e il conseguente Gull Dong è celebrato sia in India che in Pakistan per la sua "velocità e tenacia".
Durante l'era del Raj britannico in India, i Bull Terrier furono introdotti nel subcontinente indiano nord-occidentale, che ora comprende le repubbliche moderne dell'India e del Pakistan.
Nell'India britannica, la razza Bull Terrier divenne popolare, con la fondazione del Bull Terrier Club of India a Calcutta. I Bull Terrier sono stati incrociati con razze locali per sviluppare il Gull Terrier, spesso chiamato Indian Bull Terrier e ora anche il Bull Terrier pakistano. Il Gull Terrier è un cane di taglia media con pelo corto e liscio che ricorda quello dello Staffordshire Bull Terrier.